# Гостичај (Фоча-Устиколина)
Гостичај је насељено мјесто у општини Фоча, Федерација Босне и Херцеговине, Босна и Херцеговина.

## Становништво
|             | 2013.      | 1991.         | 1981.         | 1971.         |
| Укупно      | 4 (100,0%) | 172 (100,0%)  | 209 (100,0%)  | 195 (100,0%)  |
| Бошњаци     | 4 (100,0%) | 171 (99,42%)1 | 209 (100,0%)1 | 195 (100,0%)1 |
| Југословени | –          | 1 (0,581%)    | –             | –             |

1. 1 На пописима од 1971. до 1991. Бошњаци су пописивани углавном као Муслимани.